# Palacio de la Gobernación de Caldas
El Palacio de la Gobernación de Caldas o Palacio amarillo, es la sede de la gobernación del departamento Colombiano de Caldas. Está ubicado sobre la Plaza de Bolívar del Centro histórico de Manizales capital del departamento. Fue construido entre 1925 y 1927, como resultado de la destrucción del primer palacio en el incendio de 1925.

## Historia

### Primer palacio
En 1905 se crea el departamento de Caldas, y Manizales es nombrada como su capital, en ello propicio la construcción de la sede de gobierno para la cual se realizó un concurso nacional, el primero de su género en la ciudad, del cual salió como ganador el ingeniero antioqueño José Ramírez Johns quien envió los planos desde Medellín. La construcción de lenguaje neoclásico, fue realizado en madera con revestimiento metálico, y cuya altura máxima fue de cuatro pisos; el incendio de 1925, se destruyó un gran número de manzanas en el centro de Manizales y entre ellas toda la manzana en donde se ubicaba la gobernación, dejando como resultado la pérdida de los archivos oficiales y el museo que yacía en su interior.

### Construcción
En el proceso de reconstrucción de 1927 tras el incendio de 1925, se inicia la nueva gobernación diseñada por el arquitecto norteamericano John Vawter, la compañía Ulen & Company de la cual formaba parte se hizo cargo de la construcción, a partir de 1928 el ingeniero José María Gómez M. dirigió los trabajos, la decoración del denominado entonces palacio departamental del quien serían un producto de los maestros Belisario Rodríguez y Luis Salazar, de la Escuela de Bellas Artes de Bogotá, el edificio ocupó la mitad de la manzana en solitario, hasta los años cuarenta cuando se inauguró el edificio de la Licorera que más tarde se complementaria el palacio gubernamental. 
|                         |                                 |                |                             |         |                          |
| Escaleras del vestíbulo | Pasillo y decoración de columna | Patio interior | Ventanas del patio interior | Pasillo | acceso al patio interior |

|                   |                     |                         |                                          |         |                            |
| Fachada de acceso | La plaza de bolívar | Vista desde la Catedral | Gobernación y el edificio de la Licorera | Terraza | Gobernación sobre la plaza |